# Petliakov Pe-2
El  Petliakov Pe-2 (en ruso Петляков Пе-2), apodado Peshka (Пешка - "peón") fue un bombardero soviético usado durante la Segunda Guerra Mundial. Era rápido, maniobrable y duradero, por lo que fue construido en gran cantidad. Algunos de los países del bloque comunista siguieron usando este aparato tras la guerra, y era conocido con el código OTAN Buck. 

## Diseño y desarrollo

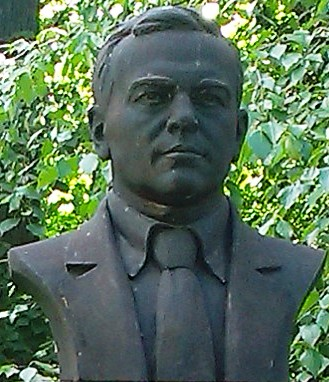
Busto de Vladimir Petliakov

El Pe-2 fue diseñado en un sharashka, después de que Vladimir Petliakov hubiera sido arrestado y encarcelado en 1937, acusado de retrasar intencionadamente los trabajos del bombardero Tupolev ANT-42. En el sharashka, Petliakov fue puesto a cargo de un equipo para desarrollar un caza de gran altitud para escoltar al ANT-42, bajo la designación VI-100. Los dos primeros prototipos volaron el 22 de diciembre de 1939 y eran muy sofisticados para su época, con cabina presurizada, construcción totalmente metálica, turbocompresores y muchos sistemas accionados eléctricamente. Los prototipos agradaron de tal manera a la Fuerza Aérea Soviética que su producción se inició inmediatamente. 
Justo cuando estaba a punto de comenzar la producción en serie de avión, la Fuerza Aérea Soviética ordenó rediseñar el aparato. El valor de los bombarderos tácticos acababa de ser demostrado por la Luftwaffe en la Blitzkrieg, y la necesidad de tal avión repentinamente pasó a ser algo de mucha más importancia que un caza de escolta de gran altitud; dieron al equipo de Petliakov 45 días para reconvertir el aparato en un avión de bombardero en picado. La presurización de la cabina y los sobrealimentadores fueron eliminados, y se colocaron frenos aerodinámicos y una posición para un bombardero, además de refinarlo aerodinámicamente. Se añadió una bahía para bombas en el fuselaje, junto a unas bahías más pequeñas en la barquilla de cada motor. Aunque inicialmente fue designado PB-100, Stalin quedó tan impresionado con el trabajo de Petlyakov que lo liberó y le permitió usar su nombre para definir el avión. El primer aparato voló el 15 de diciembre de 1940, sin la existencia de un prototipo, bajo las amenazas de Stalin si un Pe-2 no volaba antes de fin de año. Las entregas de unidades de combate empezaron la primavera siguiente.
El Pe-2 ofreció generalmente unas buenas condiciones de vuelo cuando ya estaba en el aire, pero era necesaria mucha fuerza para conseguir que despegara. Muchas de las misiones rusas de bombardeo nocturno estaban pilotadas por mujeres, que no tenían la suficiente fuerza para conseguir que el aparato despegara. En estos casos, uno de los miembros de la tripulación se colocaba detrás del asiento del piloto, y desde allí tiraba de los mandos para ayudar en el despegue; posteriormente, volvía a su puesto.

## Servicio operacional

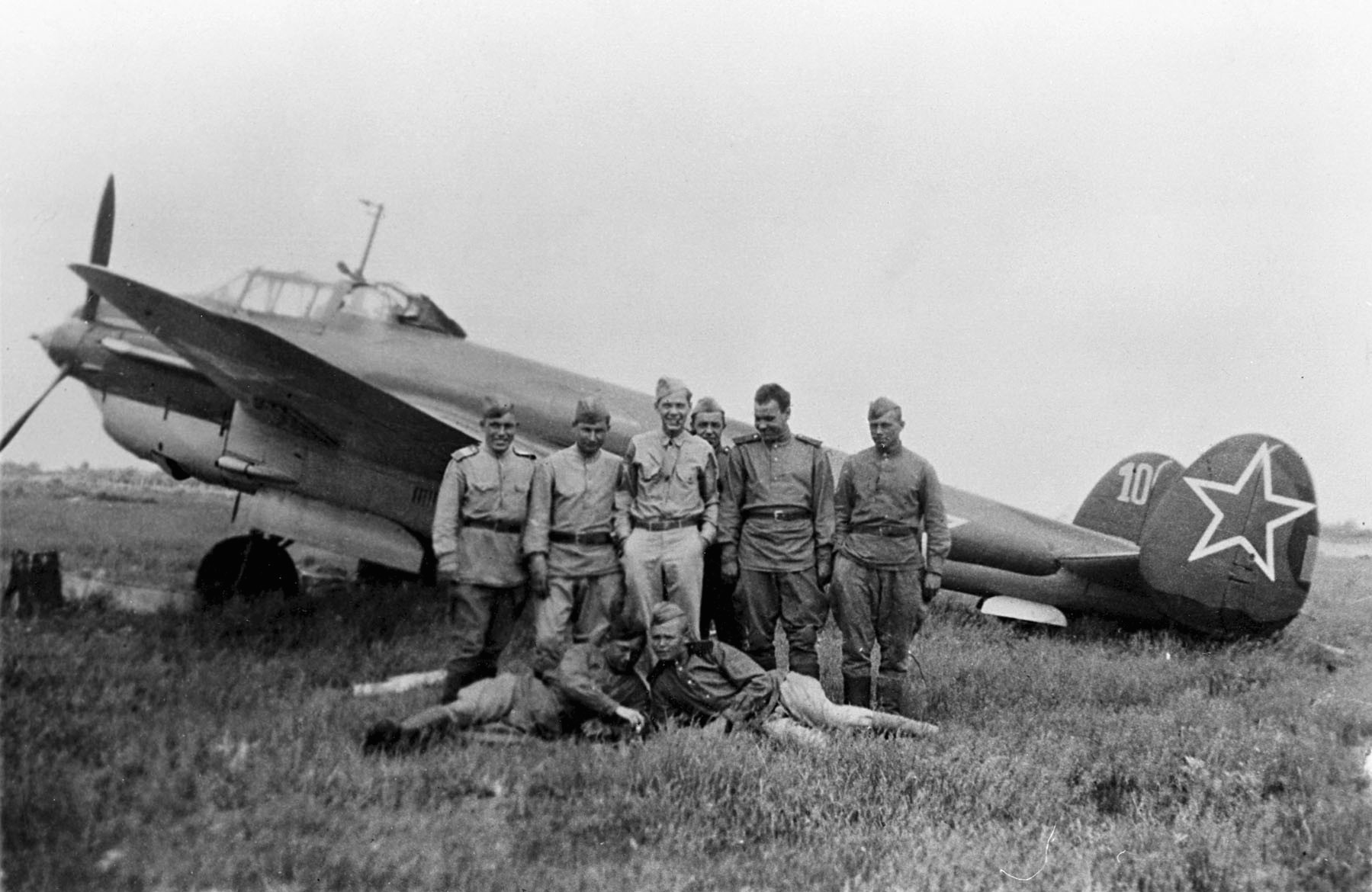
Pilotos rusos y su tripulación de tierra posan frente a un bombardero ligero Pe-2 en Poltava, junio de 1944.

Las aeronaves no pudieron mostrar su potencial hasta el final del año siguiente, cuando la Fuerza Aérea Soviética se reagrupó al llegar el invierno, tras el ataque inicial alemán. El  Pe-2 demostró rápidamente que era un avión altamente eficaz, capaz de eludir a los interceptores de la Luftwaffe y de permitir que sus tripulaciones efectuaran un preciso bombardeo. Durante 1942, el diseño fue modificado y mejorado constantemente, en consonancia con las manifestaciones de los pilotos. Las versiones finales Pe-2K (transición a la Pe-2I) y la Pe-2I fueron producidas en pequeñas cantidades.

### Fuerza Aérea Finlandesa
En  1941, tras el inicio de la Guerra de Continuación, Finlandia compró seis aviones Pe-2 a Alemania, capturados como botín de guerra. Los aviones llegaron a las factorías estatales de aeronaves de Härmälä en enero de  1942, donde fueron revisados y se le asignaron sus números de serie. El séptimo Pe-2 fue comprado a Alemania en enero de 1944, y voló a Finlandia a finales de ese mes.
Inicialmente, estaba planeado usar estos aviones en la escuadrilla número 48 de la Fuerza Aérea Finlandesa, que comenzó a recibirlos en julio de 1942, pero durante un entrenamiento, se encontró que el bombardeo en picado causaba demasiada tensión en sus motores. Por lo tanto, se cambió el papel de los Pe-2 finlandeses a misiones de reconocimiento fotográfico de largo alcance para el cuartel general del ejército. Estas salidas comenzaron a finales de 1942; a menudo, portaban 250 kg de bombas para bombardeo de acoso, y para ocultar su auténtica misión.
Durante la guerra, tres Pe-2 se perdieron en accidentes o fallos técnicos, uno fue destruido en el bombardeo del aeropuerto Lappeenranta, uno fue derribado por cazas soviéticos cuando volvía de una misión, y otro se perdió en acción. El único aparato restante voló una única misión de reconocimiento en octubre de 1944. El escaso uso de este aparato, que solo voló 94 horas durante la guerra, se debe a la dificultad de conseguir los repuestos para mantenerlo en activo. La fuerza aérea finlandesa también operó un Petlyakov Pe-3 (PE-301) capturado en 1943.
Los PE-301 y PE-215 fueron destruidos cuando los soviéticos bombardearon el aeropuerto de Lappenranta el 2 de julio de 1944. El PE-212 se estrelló 1943, el PE-213 fue destruido en un aterrizaje de emergencia en 1942. El PE-214 fue destruido en un despegue fallido en Härmälä el 21 de mayo de 1942 al intentar su piloto despegar demasiado despacio, falleciendo toda su tripulación. El PE-217 fue derribado por un caza soviético en 1944. El PE-216 fue destruido en un aterrizaje forzoso en 1944. El PE-211 sobrevivió a la guerra, y fue dado de baja en las listas de la FAF en 1946. Permaneció junto al aeródromo de Kauhava hasta 1952, pero se desconoce su destino final.

## Variantes
En total, fueron construidos 11 400 Pe-2, con un gran número de variantes menores desarrolladas.
PB-100
Prototipo del Pe-2.
Pe-2
Primera versión de producción
Pe-2B
Versión de bombardero estándar desde 1944.
Pe-2D
Bombardero triplaza, con dos motores de pistones VK-107A.
Pe-2FT
Versión principal de producción, conocida en Checoslovaquia como B-32. Armamento defensivo mejorado (ametralladora de 7,62 mm en una torreta dorsal), retirando los frenos aerodinámicos y con un motor reforzado. También fue reducido el morro de vidrio.
Pe-2FZ
pocas unidades construidas.
Pe-2I
Versión mejorada por Vladimir Miasishchev con motores VK-107; diseño de las alas revisadas; y torres controladas a distancia, con una velocidad máxima de 656 km/h. podía llevar 1000 kg de bombas. Cinco unidades construidas.
Pe-2K
Versión con motor radial, con unas pocas unidades construidas.
Pe-2K RD-1
Un Pe-2K equipado con motores cohete Glushko RD-1 adicionales con un empuje de 661 lb (300 kg) instalados en la cola del avión.
Pe-2M
Variante del Pe-2I con armamento pesado.
Pe-2MV
Esta versión estaba armada con cañones ShVAK 20 mm y dos ametralladoras de 12,7 mm en una góndola bajo el fuselaje. Portaba además una ametralladora de 7,63 mm en una torreta dorsal.
Pe-2R
Versión triplaza de reconocimiento, con tanques de combustible mayores. Se construyeron unas pocas unidades.
Pe-2S
Versión de entrenamiento biplaza.
Pe-2Sh
El prototipo PB-100 fue equipado con dos cañones de 20 mm ShVAK, y una ametralladora de 12,7 mm fue añadida debajo del fuselaje.
Pe-2VI
Caza de gran altitud.
Pe-2UTI (UPe-2)
Versión de entrenamiento, se construyó un pequeño número. Se denominaban en Checoslovaquia como CB-32.
Pe-2 Paravan
Versión anti barrera de globos
Pe-3
Versión de caza, solo se fabricó un pequeño número
Pe-4
Versión de caza, solo se fabricó un pequeño número

## Usuarios
Segunda Guerra Mundial
 Unión Soviética
- Fuerza Aérea Soviética

 Checoslovaquia
- Fuerza Aérea Checoslovaca operó algunos Pe-2FT en la primera división mixta checoslovaca-soviética (1. československá smíšená letecká divize v SSSR). Operativo hasta el 14 de abril de 1945.

 Finlandia
- Fuerza Aérea Finlandesa operó siete aparatos capturados (a los que numeró desde el  PE-211 hasta el  PE-217).

Postguerra
 República Popular China
- Fuerza Aérea de la República Popular China

 Checoslovaquia
- Fuerza Aérea Checoslovaca operó 32 Pe-2FT y 3 UPe-2 entre mayo de 1946 hasta mediados de 1951. Fue el primer avión en llegar al aeropuerto de Praga-Kbely en abril de 1946 y formó dos escuadrillas dentro del 25º regimiento con base en Havlíčkův Brod. Los aparatos recibían en Checoslovaquia las designaciones  B-32 para el Pe-2FT y  CB-32 para el UPe-2.

 Hungría
- Fuerza Aérea Húngara

 Polonia
- Fuerza Aérea Polaca

 Yugoslavia
- Fuerza Aérea Yugoslava operó 64 Pe-2FT y 89 UPe-2 entre 1945 y 1954.

## Especificaciones

### Características generales
- Tripulación: Tres (piloto, artillero y bombardero)
- Longitud: 12,66 m
- Envergadura: 17,16 m
- Altura: 3,5 m
- Superficie alar: 40,5 m²
- Peso vacío: 5875 kg
- Peso cargado: 7563 kg
- Peso máximo al despegue: 8495 kg
- Planta motriz: 2× motor lineal V12 refrigerado por agua Klimov M-105R.
  - Potencia: 820 kW (1100 hp) cada uno.

### Rendimiento
- Velocidad máxima operativa (Vno): 580 km/h
- Alcance: 1335 km (721 nmi; 829 mi)
- Techo de vuelo: 8800 m
- Régimen de ascenso: 7,2 m/s
- Potencia/peso: 250 W/kg

### Armamento
- Ametralladoras: 4× 

  - 2x ShKAS de 7,62 mm en el morro
  - 2x ShKAS de 7,62 mm cubriendo el arco posterior
- Bombas: 1600 kg de bombas.

### Aeronaves similares
- De Havilland Mosquito
- Junkers Ju 88
- Bf 110
- P-38
- Túpolev Tu-2

### Secuencia de Petliakov
Pe-1 -
Pe-2 -
Pe-3 -
Pe-4 -
Pe-8
- Datos: Q943315
- Multimedia: Petlyakov Pe-2 / Q943315